# Euphyia ptochopis
Euphyia ptochopis là một loài bướm đêm trong họ Geometridae.